# Vatnsdœla saga
La Vatnsdœla saga (che in italiano significa Saga dei valligiani di Vatnsdalr) è una saga degli Islandesi scritta in norreno in Islanda probabilmente poco dopo la metà del XIII secolo; l'autore, come per molte di queste saghe, è ignoto. L'editore moderno della Vatnsdœla saga la cui versione è presa da tutti convenzionalmente come standard è l'Íslenzk Fornrít.
È essenzialmente una cronaca familiare, ed è ambientata a Vatnsdalr, una valle a sud dell'Húnaflói (baia nella parte nord-occidentale dell'Islanda). Ingimundur gamli Þorsteinsson (Ingemundur Þorsteinsson il Vecchio), il cui nonno era un capitano norvegese, Ketill Raum, combatté per re Harald Bellachioma nella battaglia di Hafrsfjord (fine del IX secolo), la battaglia che tradizionalmente sancì l'unione della Norvegia occidentale, e fu da lui ricompensato; spinto poi da un indovino, si trasferì in Islanda dove trascorse il resto della vita. La Vatnsdœla saga racconta la storia della sua famiglia fino all'arrivo nell'isola del Cristianesimo alla fine del X secolo.